# Monotyp (zecerstwo)

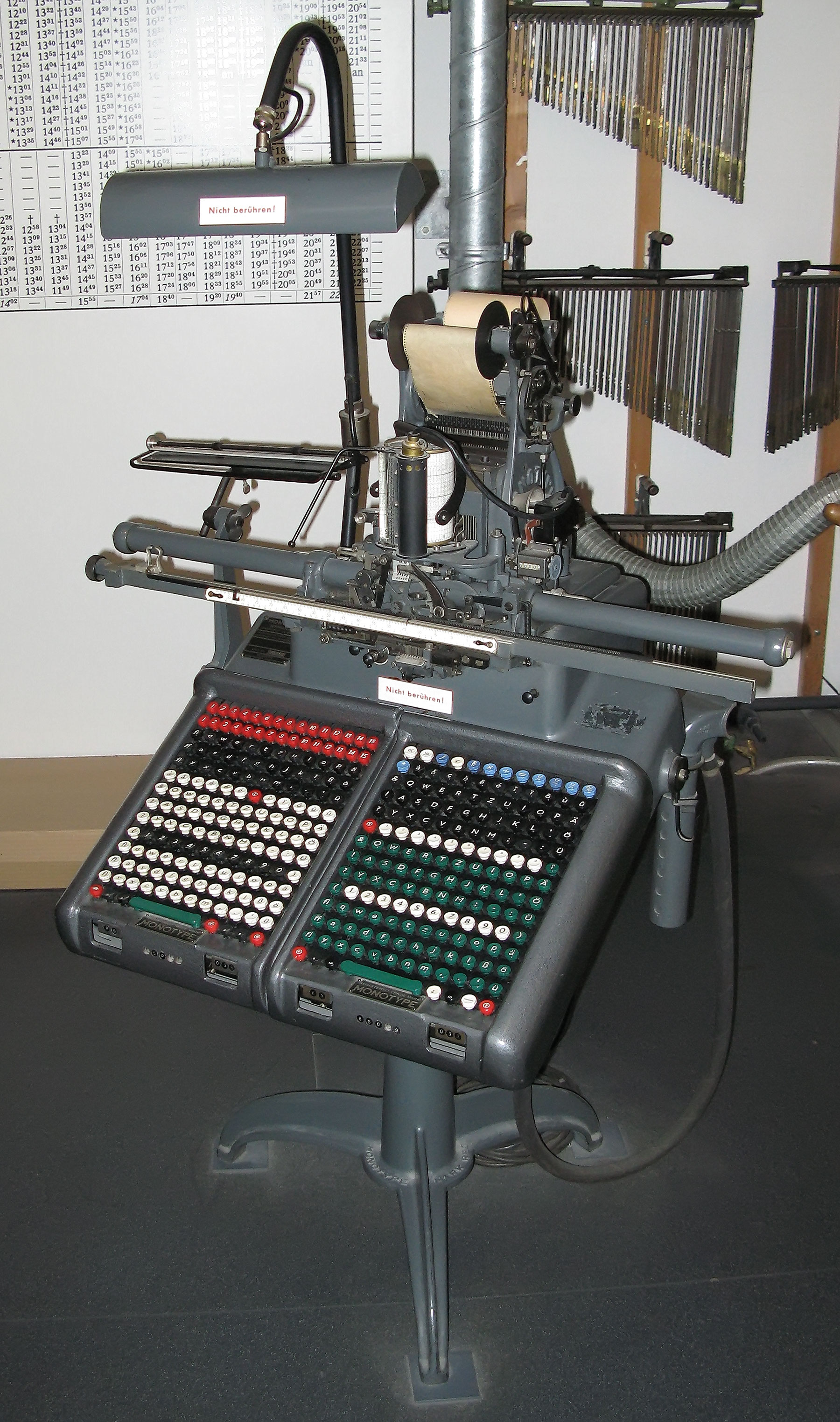
Monotyp klawiatura i część zapisująca dane na taśmie papierowej, Model "Taster D"

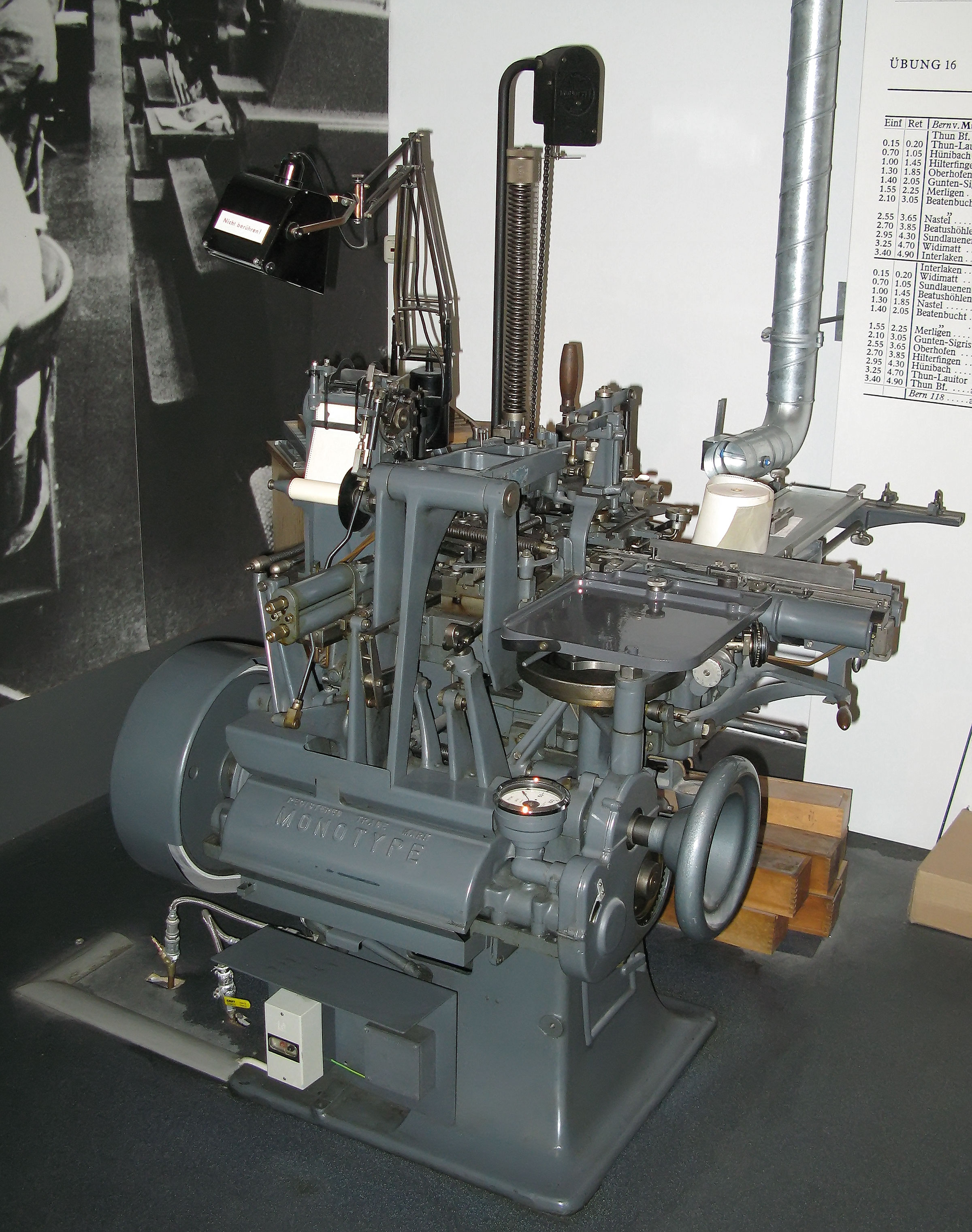
Monotyp – część odlewająca czcionki

Monotyp – poligraficzna maszyna odlewnicza, służąca w czasach tradycyjnego zecerstwa do składu tekstu i odlewania pojedynczych czcionek, w odróżnieniu od linotypu odlewającego całe wiersze.
System monotypowy składa się z dwóch maszyn: tastra (klawiatury) oraz odlewarki. Obie maszyny wymagały zasilania sprężonym powietrzem, dostarczanym przez kompresor, który również wchodził w skład zestawu.
Matryce do odlewu czcionek były wykonane z mosiądzu i zamontowane w specjalnej ramce w taki sposób, że węższe znaki umieszczano w górnych rzędach ramki, a szersze – w dolnych. Odlewarka automatycznie ustawiała szerokość, na którą należało otworzyć formę.

## Taster (klawiatura)
Składanie tekstów odbywało się za pomocą tzw. tastra – pulpitu podobnego do maszyny do pisania. Naciśnięcie klawisza powodowało wybicie 0 do 31 otworów w taśmie papierowej, którą następnie zakładano na odlewarkę. Maszyna odczytywała kombinacje otworów w kolejności odwrotnej do tej, w jakiej wpisywano tekst, powodując automatyczne odlewanie go w postaci pojedynczych czcionek, ułożonych w takiej kolejności, jak w tekście. Metoda ta była znacznie szybsza od ręcznego składania tekstu z czcionek gotowych, aczkolwiek dalsze łamanie tekstu w kolumnach nadal było niezbyt wygodne z powodu dużej liczby elementów. Monotyp był jednak bardzo dobrym rozwiązaniem do składu tekstów trudnych, np. tabel, równań matematycznych, wzorów fizycznych itp.
Przy zakończeniu wiersza, taster automatycznie ustawiał szerokość spacji, dzieląc różnicę zadanej długości wiersza i łącznej szerokości znaków przez liczbę spacji, a następnie wybijając odpowiednią kombinacje otworów. Odlewarka, odczytując tę kombinację, ustawiała kliny justujące (zgrubny i dokładny) w odpowiednich pozycjach. Odlewanie znaków odbywało się bez udziału tych klinów, odlewanie spacji – przy ich udziale.
Taster posiadał trzy typy elementów wymiennych, decydujących o szerokości znaków oraz przyporządkowaniu klawiszy do kombinacji otworów kodowanych przez klawisz:
1. Międzyrama (nakładana na korpus tastra, na nią zakładano bloki z klawiszami) – odpowiadała za przyporządkowanie klawiszy.
2. Bęben setowy (walcowa skala) – służył do wskazywania szerokości dotychczas wpisanego tekstu.
3. Wkład jednostkowy (blok wsuwany z przodu perforatora) – decydował o szerokości znaków znajdujących się w poszczególnych rzędach ramki z matrycami i stanowił komplet z klinem setowym zakładanym na odlewarce.

W roku 1973 sprowadzono do Polski Taster elektroniczny na wyposażenie do Wrocławskiej Drukarni Naukowej. Operatorem tego urządzenia był Zbigniew Dyl.

## Maszyny do odlewania
Odlewarka do składów odlewała czcionki o stopniu pisma do 14 punktów. Większe rozmiary (do 24 punktów) można było odlewać na odlewarce do dużych składów, która różniła się nieco konstrukcją. Oprócz odlewarek do składania, w Europie stosowano także odlewarki „Supra”. Były to maszyny prostsze pod względem konstrukcyjnym, służyły do odlewania czcionek do dopełniania kaszt (do składu ręcznego) oraz linii, interlinii i ryg. Odlewarka „Supra” mogła odlewać materiał zecerski w stopniu do 72 punktów. W skład wyposażenia odlewarek wchodziły wymienne formy (cztery formy kosztowały równowartość maszyny), różnorodne narzędzia, wymienne kliny setowe, ramki z matrycami (w przypadku odlewarek do składów) i pojedyncze matryce, zgromadzone w kompletach (w przypadku odlewarek „Supra”).
Początkowo odlewarki były napędzane przekładnią pasową z napędu centralnego; następnie wprowadzono lokalny napęd elektryczny. Późniejsze modele były wyposażone w silnik z przekładnią „Varigear”, która pozwalała na płynną regulację prędkości obrotowej. Odlewarka posiada kocioł do ogrzewania ołowiu; wczesne modele były wyposażone w kotły ogrzewane gazowo, późne – elektrycznie.
Odlewarka monotypowa odlewała znaki z dokładnością do 0,0005", tj. 1/2000 cala. Świadczy to o niebywałej precyzji, z jaką wykonano tę opracowaną w XIX w. maszynę. Wyregulowanie urządzenia wymagało od obsługi dużej wprawy i dokładności.

## Historia monotypów
Monotyp wynalazł amerykański urzędnik Tolbert Lanston w 1887 r., a produkcją i sprzedażą urządzeń zajmowały się dwie firmy. W Stanach Zjednoczonych była to Lanston Monotype Corporation z siedzibą w Filadelfii, podczas gdy resztę świata (w tym Polskę) obsługiwała Monotype Corporation z siedzibą w Londynie oraz zakładem produkcyjnym w Redhill w hrabstwie Surrey.
Odlewarki monotypowe produkowano aż do lat 70. XX wieku, czyli czasów upowszechnienia się fotoskładu, druku offsetowego i DTP.
Rozwijając produkt Monotype Corporation opracowała kilka generacji naświetlarek Monophoto, które miały wiele elementów wspólnych z odlewarką do składania (w tym ramkę z matrycami). Urządzenia Monophoto operowały na taśmie papierowej zaprogramowanej na tastrze. Monotype Corporation opracowała również maszynę do fotoskładu laserowego – Lasercomp, która nie doczekała się wdrożenia na szerszą skalę.
Pozostały po zaprzestaniu produkcji przez Monotype Corporation sprzęt, części, materiały i wiedzę przejęło brytyjskie Type Museum.
W XXI w. monotypy wykorzystywane są przez nieliczne drukarnie, posługujące się tradycyjną techniką w produkcji książek artystycznych.